# Isoperimetría
Isoperimetría significa literalmente "con un perímetro igual". En matemática, la isoperimetría es el estudio general de las figuras geométricas que tienen contornos iguales.

## El problema isoperimétrico en el plano

En una región no convexa, una "melladura" en su perímetro puede ser "reflejada" (hacia afuera), para aumentar el área de la región, manteniendo el mismo perímetro.

Una región alargada puede hacerse más redonda, manteniendo fijo su perímetro y aumentando así su área.

El problema isoperimétrico clásico data de la antigüedad. El problema se puede enunciar como sigue: Entre todas las curvas cerradas en el plano de perímetro fijo, ¿qué curva (si la hay) maximiza el área de la región que encierra? Se puede demostrar que esta cuestión es equivalente al siguiente problema: Entre todas las curvas cerradas en el plano que cierra un área fija, ¿qué curva (si la hay) minimiza el perímetro?
Este problema está relacionado conceptualmente con el principio de mínima acción de la física, en que puede ser reescrito: ¿cuál es el principio de acción que encierra la mayor área, con la mayor economía de esfuerzo? El filósofo del siglo XV, Nicolás de Cusa, consideró la acción rotatoria, el proceso por el que se genera un círculo, como el reflejo más directo, en el dominio de las impresiones sensoriales, del proceso por el que se crea el universo. El astrónomo alemán Johannes Kepler invocó el principio isoperimétrico al discutir la morfología del sistema solar, en Mysterium Cosmographicum (El misterio sagrado del Cosmos, 1596).
Dos grandes figuras de las matemáticas del siglo XVIII, Joseph-Louis de Lagrange y Leonhard Euler, hicieron sendas notables contribuciones para la resolución de problemas de isoperímetro similares, problemas que habían sido un asunto de discusión durante más de medio siglo, mediante una nueva técnica: el cálculo de variaciones. Sin embargo, no abordaron la demostración del problema concreto de la curva de una longitud dada capaz de abarcar una mayor área.
Aunque el círculo parece ser la solución obvia al problema, probar este hecho es bastante difícil. El primer avance hacia la solución lo hizo el geómetra suizo Jakob Steiner en 1838, usando un método geométrico llamado simetrización de Steiner. Steiner mostró que si existía una solución, entonces tenía que ser el círculo. La prueba de Steiner la completaron más adelante varios otros matemáticos.
Steiner comienza con algunas construcciones geométricas fáciles de entender; por ejemplo, se puede demostrar que cualquier curva cerrada que encierra una región que no es completamente convexa puede ser modificada para encerrar un área mayor "volteando" las áreas cóncavas para que se vuelvan convexas. Se puede demostrar además que cualquier curva cerrada que no sea completamente simétrica puede ser deformada para encerrar un área mayor. La única forma que es perfectamente convexa y simétrica es el círculo, aunque esto, en sí mismo, no representa una prueba rigurosa del teorema isoperimétrico (ver los enlaces externos).
El teorema se suele enunciar en forma de una desigualdad que relaciona el perímetro y el área de una curva cerrada en el plano. Si P es el perímetro de la curva y A es el área de la región cerrada por la curva, entonces la desigualdad establece que
{\displaystyle 4\pi A\leq P^{2}.}
Para el caso de un círculo de radio r, tenemos A = πr2 y P = 2πr, e introduciendo estos valores en la desigualdad se muestra que el círculo maximiza de hecho el área entre todas las curvas de perímetro fijo. De hecho, el círculo es la única curva que maximiza el área.
Hay docenas de pruebas para esta desigualdad clásica. Varias se comentan en el artículo de Treiberg enlazado más abajo. En 1901, Adolf Hurwitz dio una prueba puramente analítica de la desigualdad isoperimétrica clásica basada en las Series de Fourier y en el teorema de Green.
Las formulaciones modernas de los problemas isoperimétricos se dan a veces en términos de geometría subriemanniana. En particular, el problema de Dido encuentra la expresión en términos del grupo de Heisenberg: dado un arco que conecta dos puntos, la "altura" z de un punto en el grupo de Heisenberg corresponde al área bajo el arco.
El teorema isoperimétrico se generaliza a espacios de mayor dimensión: el dominio con volumen 1 con la superficie mínima es siempre una esfera.